# Edit Ekman
Edit Maria Ekman, född 12 maj 1877, död 28 juli 1971 i Solna, var en svensk prostinna och välgörare. Edit Ekmans plats i Solna kyrkby är uppkallad efter henne.

## Biografi

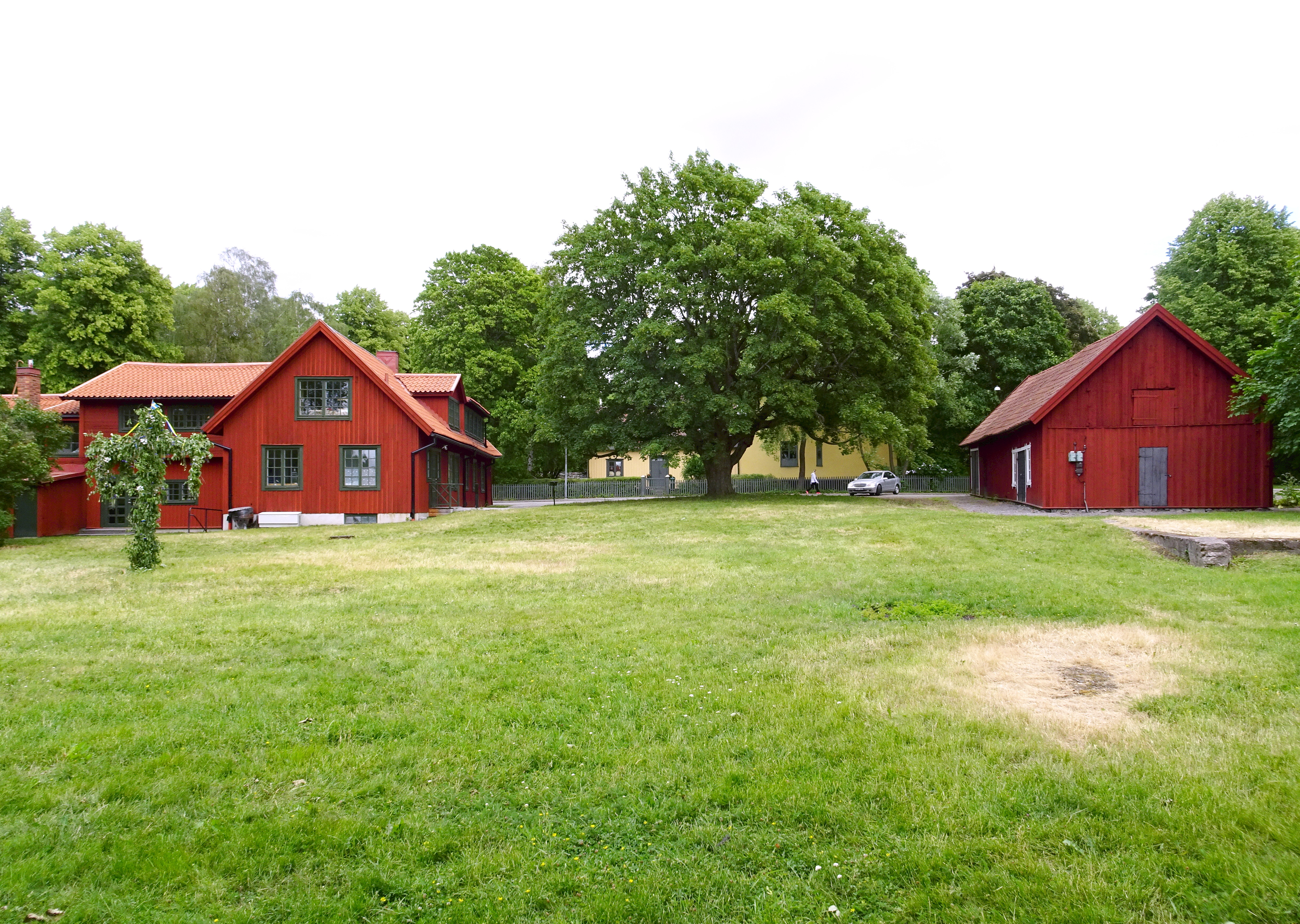
Edit Ekmans plats, juni 2018.

Edit Ekman kom 1925 till Solna där hennes man, Karl Ekman, tillträdde tjänsten som kyrkoherde i Solna församling. Tiderna var svåra och för att hjälpa de nödställda i församlingen startade hon ett upprop i Stockholmstidningarna och i Solna kyrka där hon inbjöd människor att skänka kläder, möbler och husgeråd.
På uppmuntring av ärkebiskop Nathan Söderblom tog hon under 1930-talet initiativ till bildandet av S:t Martins Förening vars syfte var att hjälpa Solnas många fattiga, framför allt barn. 1936 anordnade prinsessan Sibylla en stor insamling som inbringade 66 000 kronor och blev grunden till Prinsessan Sibyllas S:t Martinstiftelse.
Verksamheten ökade i snabb takt och snart samlades ett 80-tal kvinnor i prästgården för att hjälpa till. Föreningen behövde mera plats och lät renovera kyrkstallarna (nuvarande Sankt Martinsgården) där sedermera olika verksamheter organiserades, exempelvis skomakeri, snickeri och en motorkurs för blivande chaufförer. Edith Ekman ledde verksamheten till 1948. Ända fram till 1960-talet fungerade byggnaden som ett yrkesgymnasium i Solna.
Edith Ekman vilar tillsammans med sin make och dotter på Solna kyrkogård. För att hedra hennes minne döpte Solna kyrkoråd år 2016 grönområdet mellan Sankt Martinsgårdens stall och lada till Edit Ekmans plats.